# Liz Fenning
Elisabeth Anne „Liz“ Fenning (* 12. August 1984) ist eine US-amerikanische Theater- und Filmschauspielerin sowie Synchronsprecherin.

## Leben
Fenning besuchte die Einrichtungen der University of Rome, die Groundlings School, Anthony Meindl’s Acting Studio und die Carnegie Mellon University. Als Bühnendarstellerin wirkte sie bereits in mehreren Produktionen mit. Dabei trat sie in Theatern aber auch auf Festivals auf. Seit dem 7. Oktober 2018 ist sie mit dem Filmproduzenten, Filmschaffenden und Schauspieler Jacob David Smith verheiratet.
Sie debütierte 2009 in der Fernsehserie I Didn't Know I Was Pregnant und dem Spielfilm Box of Shadows als Fernseh- und Filmschauspielerin. Eine Hauptrolle in einem Spielfilm übernahm sie erstmals 2012 in The Ghostmaker – Fürchte das Leben nach dem Tod. Episodenrollen übernahm sie in den folgenden Jahren in Deadly Alibi, Californication, Sex Sent Me to the ER oder Deadly Sins. 2016 übernahm sie eine der Hauptrollen im Horrorfilm OMG... We're in a Horror Movie. 2018 verkörperte sie unter anderen Nebenrollen in den B-Movies Attack from the Atlantic Rim 2 – Metal vs. Monster und Flug 666. Die weibliche Hauptrolle durfte sie 2019 in San Andreas Mega Quake spielen.
Seit 2018 tritt sie in Videos der Metal-Band Ghost auf, die die fiktive Geschichte des Sängers Cardinal Copia erzählen und auch weitere zeitliche Abschnitte der vermeintlichen Bandgeschichte zeigen. Unter anderen tritt sie in einem Video auf, das die Band am 13. September 1969 in Los Angeles bei einem Live-Auftritt zeigt. Außerdem wirkte sie im Musikvideo zum Lied Dance Macabre vom Album Prequelle mit. Fenning bezeichnet sich selbst als Liebhaberin der Metal-Musikrichtung.

## Filmografie (Auswahl)
- 2009: I Didn't Know I Was Pregnant (Fernsehserie)
- 2009: Box of Shadows
- 2010: Run This Town (Fernsehserie, Episode 1x02)
- 2011: The List (Kurzfilm)
- 2011: Nightmare
- 2011: Immune (Kurzfilm)
- 2012: The Ghostmaker – Fürchte das Leben nach dem Tod (The Ghostmaker)
- 2012: Deadly Alibi (Fernsehserie, Episode 1x01)
- 2013: Californication (Fernsehserie, Episode 6x08)
- 2013: Loco de Amor (Kurzfilm)
- 2014: Ron Scales: Werewolf Hunter (Kurzfilm)
- 2014: Fuseli (Kurzfilm)
- 2015: Sex Sent Me to the ER (Fernsehserie, Episode 1x36)
- 2015–2016: Deadly Sins (Fernsehserie, 2 Episoden, verschiedene Rollen)
- 2016: Save Me from the Sound of the Siren (Kurzfilm)
- 2016: Ghosthunters
- 2016: The Living
- 2016: Blood Trail (Kurzfilm)
- 2016: OMG... We're in a Horror Movie
- 2017: Sinister Minister (Fernsehfilm)
- 2018: Cam: Diane (Kurzfilm)
- 2018: Attack from the Atlantic Rim 2 – Metal vs. Monster (Atlantic Rim: Resurrection)
- 2018: Just Say It (Kurzfilm)
- 2018: Flug 666 (Flight 666)
- 2018: UnCorked (Fernsehserie, 2 Episoden)
- 2018: I Love You, America (Fernsehserie, Episode 1x16)
- 2018: Human Report 85616 (Kurzfilm)
- 2019: San Andreas Mega Quake
- 2019: Recovery
- 2019: Lady Macbeth of the Wilderness (Kurzfilm)
- 2019: Laff Mobb's Laff Tracks (Fernsehserie, 3 Episoden)
- 2020: As Is (Kurzfilm)
- 2020: To the Beat!: Back 2 School
- 2020: The Dresden Files: Peace Talks (Fernsehserie)
- 2020: Secrets in the Snow (Fernsehfilm)
- 2020: Held
- 2020: From the Depths
- 2021: Arts & Leisure (Fernsehserie, Episode 1x02)
- 2021: Killer Grades (Fernsehfilm)
- 2021: Space Doc (Fernsehserie, 2 Episoden)
- 2021: Artists in Agony: Hitmen at the Coda Teahouse
- 2021: White Elephant (Kurzfilm)
- 2021: Marigold (Fernsehserie, Episode 1x01)
- 2023: Nanny Dearest (Fernsehfilm)
- 2023: Twisted Date
- 2023: True Reviews (Fernsehserie, Episode 1x08)
- 2023: Distant Tales
- 2023: Rumble Through the Dark

### Ghost-Videos
- 2018: Chapter One: New Blood
- 2018: Chapter Four: The Accident
- 2018: Chapter Five: The Call
- 2018: Dance Macabre (Musikvideo)
- 2019: Chapter Seven: New World Redro
- 2019: Chapter Eight: Kiss the Go-Goat
- 2022: Mary on a Cross (Musikvideo)

## Theater (Auswahl)
- 2016, 2018–2019: Cirque du Soleil & the Delusion
- 2017: Indifference, Regie: Robert Murray Duncan (SPF Festival)
- 2018: Dry Bones, Regie: Sam Anderson (SPF Festival)
- 2020: Catching Up, Regie: Nancy Fassett (SPF Festival).
- White Nights, Regie: Stewart J. Zully
- Dracula (Virginia Stage Company)
- Zen Shorts (Pasadena Playhouse)
- Everything Will Be Different (Echo Theater Company)
- R+J=Love (Inner Circle Theater)
- The House of Blue Leaves (The Rauh Theater)
- Pope (Theatre Unleashed)
- Ligature Marks (Theatre Unleashed)
- Last of the Red Hot Lovers (Big Oak Theater)
- A Sleeping Country ( PLAY LA Fest)
- The Lombardi Case 1975 (Live In Theater)

## Synchronisation
- 2017: Luna's Story (Zeichentrickfilm)
- 2019: Alice and Eve: Hanging out at the Amusement Park (Animationsfilm)